# 保内村 (新潟県岩船郡)
保内村（ほうないむら）は、かつて新潟県岩船郡にあった村。

## 沿革
- 1901年（明治34年）11月1日 - 岩船郡上保内村、中保内村と合併し、保内村が発足。
- 1954年（昭和29年）12月1日 - 岩船郡金屋村と合併し、荒川町となり消滅。

## 交通

### 鉄道路線
- 日本国有鉄道
  - 羽越本線、米坂線
    - 坂町駅

※合併後の1958年には旧村域に花立駅（米坂線、1995年に廃止）が設置されるが、当時は未設置。

### 道路
- 一級国道7号
- 二級国道113号 新潟山形線